# Congrier
Congrier is een gemeente in het Franse departement Mayenne (regio Pays de la Loire). De plaats maakt deel uit van het arrondissement Château-Gontier. Congrier telde op 1 januari 2022 919 inwoners.

## Geografie
De oppervlakte van Congrier bedroeg op 1 januari 2022 24,28 vierkante kilometer; de bevolkingsdichtheid was toen 37,9 inwoners per km².

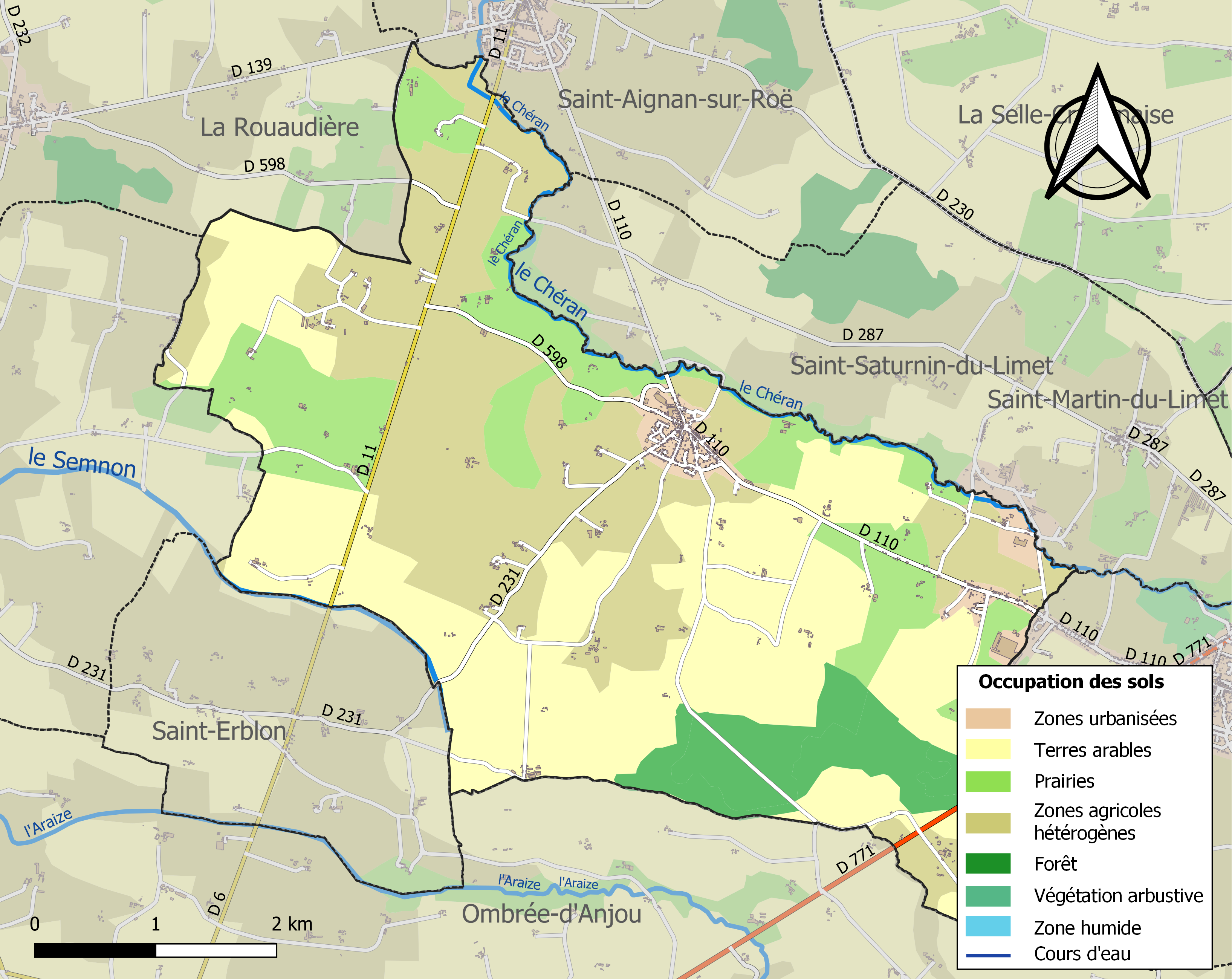
Kaart van de gemeente met de belangrijkste infrastructuur, bodemgebruik en omliggende gemeenten

## Demografie
Onderstaande figuur toont het verloop van het inwonertal (bron: INSEE-tellingen).